# Targa Florio
Targa Florio a fost o cursă de automobile care a avut loc în Italia între 1906 și 1977.
Targa Florio a fost o cursă de anduranță pe drumurile publice de munte din Sicilia. A fost creat de antreprenorul Vincenzo Florio, a cărui familie deținea drumurile acestui circuit Madonie.
Targa Florio (în italiană targa scut, plachetă) s-a desfășurat între 1906 și 1977, mai ales în luna mai, ca un eveniment internațional important, uneori cu statut de Cupă Mondială (Campionat Mondial de mașini sport). Prin urmare, este chiar mai vechi decât Indianapolis 500. Din 1978 a fost continuat ca raliu.
Ca Raliul Targa Florio, acest eveniment tradițional a avut loc în sezonul 2012, ca parte a Intercontinental Rally Challenge.
Din 1977 se organizează Raliul Targa Florio, fără nici o asemănare însă cu cursa inițială.